# (9098) Toshihiko
(9098) Toshihiko est un astéroïde de la ceinture principale.

## Description
(9098) Toshihiko est un astéroïde de la ceinture principale. Il fut découvert le 27 janvier 1996 à Ōizumi par Takao Kobayashi. Il présente une orbite caractérisée par un demi-grand axe de 2,91 UA, une excentricité de 0,15 et une inclinaison de 3,3° par rapport à l'écliptique.

## Compléments